# کاستلنوئوو کالچئا
کاستلنوئوو کالچئا (به ایتالیایی: Castelnuovo Calcea) یک کومونه در ایتالیا است که در استان آسته واقع شده‌است.

## خصوصیات
کاستلنوئوو کالچئا ۸٫۰ کیلومترمربع مساحت و ۷۹۰ نفر جمعیت دارد و ۲۴۶ متر بالاتر از سطح دریا واقع شده‌است.